# 黑豹 人中之龍新章
《黑豹 人中之龍新章》是2010年9月22日由世嘉發售的PlayStation Portable用遊戲。宣傳詞是「暴力的盡頭､有引以為傲的東西嗎？」。
本作為系列作第六作、角色設定和系統都換然一新。在場景電影中不採以前的CG電影、而是用插畫來表現。綜合監督名越稔洋以「暴力」作為題材的新作。
模特兒手島優、星安耶、中村杏、拳擊手内山高志配音演出。主題曲則由RIZE負責。
預定採用多種媒體宣傳、10月5日由TBS電視每日放送電視系列週二深夜劇系列改編成電視劇。另外也由淺田有皆在《週刊Young Magazine》連載其漫畫版。

## 故事大綱
神室町中有一個少年。少年叫作「右京龍也」。是個相信「力量就是一切」、只有靠暴力才能活下去的人、被高中退學後、就在神室町過著每天打架的生活。
在一個下雨天中、龍也策畫了襲擊中国人開的地下錢莊的大膽計畫。由於計畫太過大膽而他的同伴離開他、讓他嘗試單獨進行。不過在那裡等待他的卻是關東第一大黑道組織、東城会的直系九鬼組幹部・戶田直樹。
戶田對龍也進行反擊。但龍也將他打倒在地。像是野獸一樣不斷重擊著他。發出勝利的狂笑聲的龍也、當他注意到時，戶田已經氣絕身亡。
由於殺害黑道的幹部、而被東城会、警察追殺的龍也、正要從神室町逃亡時、被九鬼組組長・九鬼隆太郎抓到並且帶到九鬼組經營的非法鬥技場「龍炎」。
「想要我放過你、就在龍炎中戰鬥吧」九鬼輕聲地對龍也如此說著。這是這個自由被奪走的少年的宿命、而他也沒有選擇的餘地，只能不斷戰勝。
為了要用自己的拳頭打開自己的命運、右京龍也必須站上這個戰鬥的舞台並且戰鬥下去。

## 遊戲系統

### 戰鬥系統
本作的戰鬥系統和之前的系列作有所不同。不會表示主角和敵人的血條、只有純粹的戰鬥畫面（主角的血條只能看選單）。伴隨而來的也有視角的改變。
本作也是系列作中初次加入「流派」系統。依流派的不同、其優缺點及極道技也會有所不同、隨著戰鬥的狀況以及敵人的不同，可以切換所要的流派（打架、拳擊、摔角、空手道等20種）。
氣條方面也和過去的作品不同、不能在數次的戰鬥中反復使用、所以需要自己決定使用的時機。
另外也導入了身體受傷系統。可分為「頭」、「身體」、「手腕」、「腳」四個部位、隨著傷害的累積也會造成不同部位的傷害、如不加以治療就會造成無法動彈的地步。
等級上升時能提升「HP」和「防御力」並且也能用錢來提升「拳擊」、「踢擊」、「體力」的數值。

### 娛樂場所
雖然本作是出在攜帶機上、但依然有許多娛樂場所、不過因為容量限制，所以一些常在系列作中出現的娛樂場所就沒有出現。
本作中能在拉麵店或冰淇淋店中打工來賺錢，而且還能以小遊戲來進行。

## 登場人物

### 主要人物
右京龍也（うきょう たつや）
高良健吾（『黑豹』）、齋藤工（『黑豹2』）
本作主角。進入神室東高中讀書、2年級時，因為打架讓他校學生身受重傷意識不明、使他因此進入少年看守所。之後暫時出獄而成為待觀察的身分、但在回到學校時，由於一起事件而遭到退学處分。現在雖然在神室町中打工、但卻討厭這種賺小錢的生活、於是計畫要襲擊地下錢莊「趙樂」並且因為殺死九鬼組幹部戶田而讓自己被迫投入到神室町的黑暗生活。
九鬼要他在「龍炎」中獲得10連勝就放過他為條件讓他參加戰鬥、在他持續和強者對戰而開始尋找15年前的縱火事件真相的過程中，由於看到應該死在趙樂的戶田而陷入疑神疑鬼的狀況。另外在看到好友天馬與刑警竹中交談後，認為他就是背叛者，但在和真壁的對戰中得知天馬散佈假消息的事情而與他和解。竹中也透過天馬的手機來和他連絡、這時他也聽到他因為殺了戶田而被警方追緝的事情。
一方面在九鬼遇襲事件中，由於現場留有他的手鐲、於是遭到九鬼組追殺，但卻從逃出醫院的九鬼的口中得知15年前的縱火事件和戶田被殺的真相後，而得知戶田保存著被請求去縱火的錄音帶、於是和竹中一起去找尋擁有錄音帶的戶田的女友「吉村安娜」並且從戶田交給安娜的酒裡找到錄音帶、裡面則是有著和縱火事件有關的真相。龍也也因此了解到這是戶田在加入東城會前，被想要開發該地的筒井下命所做的行為。還有龍也挑戰十連勝的目標而和雨宮對決時、在打贏他後得知雨宮就是他的父親‧乃木泰並且也是向警察告密的內鬼。
之後筒井和秘書新城出現而與他們展開最後的戰鬥、在千禧年塔上雖然打倒新城、但筒井卻和警察一起登場還將沙紀抓起來當作人質、而龍也要將沙紀救回來時，遭到要擋住他的新城的踢擊，但卻被他的父親‧乃木用頭擋下並且在告訴龍也「不要認輸，繼續戰鬥吧」後而過世。
最初的信念是「力量就是一切」「能相信的只有自己」並且加以貫徹到底。但在和各種不同人物相遇後而找到自己的道路並且也成長為一名只是純粹享受戰鬥樂趣的人。
『黑豹2』中是19歳。為了修行而前往美國並且在得到可能可以成為職業拳擊手的機會後而決定回到神室町。回到神室町後，遇到信司遭阿修羅成員襲擊而救了他、在信司的帶路下知道了龍炎的復活。這時繼承九鬼組的九鬼隆昌告訴龍也願意與自己的財產換得他回來龍炎中。就在他的初登場記者會前，由於阿修羅的秋田和沖田以及二岡為了奪取龍炎而襲擊九鬼組並且向龍也提出對戰的提案，在如此不利的情勢下、龍也為了自己學到的哲學、於是犧牲自己初登場的機會為了讓龍炎復活而決定與阿修羅八部眾對抗。
與『人中之龍』系列的各主角們不同的是、並沒有特定的格鬥技，也可以隨時切換自己學到的格鬥技。另外在『黑豹2』中、還能夠自由組合自己學到的格鬥技而組成「我流」。
雨宮泰山（あまみや たいざん）
岩城滉一
地下鬥技場「龍炎」專屬的柔道復健師。在鬥技場中負責急救受傷選手的工作。其他還擔任比賽前的身體檢查和訓練工作、會用多種方法來管理選手的狀態。自己也精通各種格鬥知識、還能夠使出古今中外的各種格鬥技。
常對失控的龍也給予建議來幫助他。之後龍也從嶋這邊得知雨宮就是乃木並且向他挑戰而打贏他，這時冴子出現並且告訴龍也，雨宮就是他的父親後而讓他相當震驚，也得知了他的母親‧菜穗子被燒死的真相。而雨宮也是透過竹中的幫忙才能以教練的身份潛入龍炎中擔任內鬼來向警方告密並且被在背後聽到的二岡知道這件事而讓他與龍也一起戰鬥。他和龍也在最終決戰中，不幸遭到新城的攻擊而在留下了「不要認輸，繼續戰鬥吧」的話過世。
工藤沙紀（くどう さき）
波瑠
雨宮的弟子、是柔道治療師助理。有天知道了龍炎的存在並且愛上了地下鬥技場的熱烈氣氛和那些男子漢們的生存方式、而決定成為雨宮的弟子。
自己也學過合氣道、還是個擁有贏過全国大賽的實力的格鬥迷。不但能自在地對於男人們打招呼、還可以把他們丟飛出去或是卸下他們的關節。
雖然喜歡龍也卻沒有表現出來、還常常要他出去幫忙買東西或跑腿。
在龍也打工的拉麵店‧九州一番星中，也會以客人身分登場

### 龍炎
『黑豹』中登場。九鬼組所經營的地下賭博鬥技場。
DJ RIKUOH（ディージェー・リクオー）
在龍炎中擔任播報工作而廣受歡迎的播報員、就算不用劇本也能炒熱氣氛。受到九鬼的信賴。也看上龍也而多次邀他晚上出來夜遊。
在龍也打工的拉麵店‧九州一番星中，也會以客人身分登場。
『黑豹2』中也有登場、擔任龍炎與阿修羅比賽中的司儀與主播（隆昌曰是個人契約）。本作中在八部眾的對戰中除了能聽到他的聲音外、也會隨著比賽狀況而發出相對應的聲音（前作的沙紀也負責同樣的工作）
日向翔（ひゅうが しょう）
前田剛
有著「龍炎至宝」稱號、堅持用自己的美學作戰。由於不用自己不能接受的打法來獲勝、所以勝率勝率一直低於七成。無法認同只想著如何贏的龍也的想法、而多次表現出他對龍也的厭惡、在和他對戰輸掉後而認同龍也的強。並且改變自己的打法而開始學摔角、另外在收到不知被誰綁架千秋的信後、變成充滿殺氣而只想贏的青年。然後以只要贏過龍也就會放了千秋的條件向龍也挑戰，但卻再次戰敗。之後和千秋再會而與她住在一起並且和龍也再戰一次而教他摔角的招式。
『黑豹2』中只出現名字。
TOMOKI（トモキ）
鈴木賢
龍也第一戰的對手。由於在大學中已經沒有對手、為了試試自己的實力而加入龍炎。招式為空手道。之後在為了確認龍也殺害戶田的報導而買報紙時，他似乎已經出道、但一方面卻也報導他被一回合KO的事情。
『黑豹2』中登場。自從職業賽初賽中輸調後，由於發揮實力而引退。由於認為一切都是龍也造成而因此成為不良少年集團的首領。在知道龍也回來後，決定為了揮斷過去而向他挑戰。
悠木萬壽美（ゆうき ますみ）
長
龍也第三戰的對手。神室東高中教師、過去在關西因為實施體罰、而被迫轉任到關東。由於曾現場目擊了龍也引起的暴力事件、而向警察通報。導致龍也因此被退學。因為每天累積的壓力和對現在年輕人禮貌的擔憂、為了加以抒發而參加龍炎。招式為古武術。之後和龍也和解、並且在旁線中教龍也古武術。
『黑豹2』旁線中也有登場。因為龍也的事情而向冴子謝罪、也在背後守護著她而因此與龍也再會。之後在冴子被跟蹤狂偷襲出來保護她。
藤本信道（ふじもと のぶみち）
中田讓治
恒夫的父親，也是一名計程車司機。由於兒子‧恒夫被龍也打到重傷、而計畫對龍也復仇。在龍炎中和龍也對戰失敗後，對於龍也沒有繼續追擊下去感到疑惑、於是在醫療室中知道了龍也的心意和恒夫事件的整個真相。後來在聽到恒夫復建時能走出第一步後而留下淚來。
張孝明（ちょう こうめい）
弦徳
武鬥派組織「孤狼會」領袖。由於15年前的縱火事件失去母親並且因此認識了竹中、而二岡要他想知道兇手是誰就要參加龍炎為代價。但是張卻有想要站上神室町黑道的頂點的野心、在要讓龍也成為他野心的祭品時而失敗。而同時也得知了二岡的消息是假的。因此和龍也和解、並且在竹中的請求下和龍也一起追查整個事件。然後一方面不但將被人綁架到趙樂的龍也救了出來，一面也在追查將東城會内部情報洩露給警方的內鬼。
荒卷毅（あらまき つよし）
内山高志
鷲尾的前部下，也是一名警官。之後加入法國的外籍傭兵部隊成為軍人，卻因為犯罪而成為死刑犯，後來被二岡所救而參加龍炎與龍也對戰而失敗。之後在停車場差點被鷺尾殺掉，但卻被他放走。
嶋鐵司（しま てつじ）
田中一成
前世界重量級冠軍，在要參加防衛戰前發現自己的網膜剝離、於是很快就在賽前引退。之後有他人要他參加龍炎的聲音、於是他為了測試龍也的實力而命弟子去襲擊他並且在看到龍也將他們打敗後，向他挑戰而戰敗。嶋在龍炎中看到讓他在生涯嘗過敗戰的乃木時還大吃一驚。
『黑豹2』中也繼續き登場。與龍也的戰鬥之後，在老虎門之戰中，遭到阿修羅擊敗、以後就從格鬥家身分退休並且擔任大阪的黑道組織（近江連合）的司機。在發現阿修羅的強大後，請他的朋友告訴龍也摔角的招式並且保護被阿修羅追殺的龍也，也告訴他叫作未來的酒店
坂本信司（さかもと しんじ）
鈴村健一
『黑豹2』登場的新角色。龍炎中的年輕鬥士。17歳。
平常以清潔工的工作維生，以職業踢拳手為目標。
為了找尋對手而會故意去招惹阿修羅的成員並且也因此遇到龍也而被他所救。也為了答謝他而邀請龍也到龍炎中。因為受阿修羅襲撃，讓他身受頸部骨折的重傷、但因為野崎亮的治療而快速回復。這時因為內心的情節與煩惱，加上對柿崎的憧憬而被洗腦。因而組成了一個叫作「殺人遊戲」的集團而以龍也及隆昌為目標、雖然刺傷了龍也的手腕、但在他因為想要守護同伴的心情而敗給龍也並且再次入院。之後在柄本的治療下而完全回復。秋田戰後為了與被認為是殺人犯的龍也逃出蒼天堀而與他一起戰鬥。之後為了讓龍也可以進入到千禧塔的頂樓而抱著會被逮捕的覺悟與優太、保一起挑戰保安部隊。
格鬥流派為「踢拳」。擁有能夠吃下前世界第一的踢拳手的攻擊而打倒他的實力。
八代誠（やしろ まこと）
福山潤
『黑豹2』登場的新角色。龍炎中的年輕鬥士。17歳。
沒有家人而獨自從兒童救養機構離開。來到神室町後就不斷與人打架、而成為不良少年、但在來到龍炎後，由於經常遇到年紀相仿的少年們才慢慢改變自己的本性。是4人中的老大，由於與龍也的遭遇很像而經常頂撞他、但也讓彼此的交流加深而互相認同對方。
長得很帥，所以在裡面也常受到女孩子歡迎、但本人對於女孩子卻沒有免役力。
在龍也不在而發生冴子被綁架的事情時，在比賽前因為龍也的請求而幫他要找出冴子（這時改換成可以操作他）。最後在過去的朋友的幫助下，單獨救出了冴子，但卻因此中了金城的陷井、為了保護冴子而挺身擋住子彈，在龍也向他致上謝意後而斷氣。
格鬥流派是在神室町中不斷與各種人對打而練出來的「打架」。
三上優太（みかみ ゆうた）
鈴木達央
『黑豹2』登場的新角色。龍炎中的年輕鬥士。
老家是神室町的柏青哥店、因此是在經濟富裕的情況下長大而有喜歡撒嬌的個性，但本質上相當忠厚老實。相當崇拜龍也的實力，而會學他的打扮與服裝。由於家裡的柏青哥店未向二岡組交保護費而被他們用卡車撞入店內。優太的父親也因此身受重傷。當初雖然與不顧家事的父親處不來、但在收到了過去擔任父親部下的久保的信後而解開誤會並且與父親和解。之後為了讓龍也可以進入到千禧塔的頂樓而抱著會被逮捕的覺悟與信司、保一起挑戰保安部隊。
格鬥流派也是與（本作初期）龍也一樣的「拳擊」。
齊藤保（さいとう たもつ）
野島健兒
『黑豹2』登場的新角色。龍炎中的年輕鬥士。16歳。
由於小学時常受到人家欺負、讓他有著溫柔卻懦弱的個性。為了改變自己而決定學習格鬥、不過因為龍炎的性質與他的個性有所差異、讓他一直都沒贏過。意外地是本作主要角色四人中最高的一位
雖然因為不停敗戰而被後輩勸他引退、還因此跑到酒店去逃避一切。但隨著目擊到鼓勵自己的酒店小姐被人詐騙還因此遭大場脅迫時，因為內心的恐懼而無法有任何的作為、但在隆昌及龍也的斥責及鼓勵下、決定要與阿修羅的大場對戰並且直到戰敗前都一直勇敢地去挑戰他、讓他隨著戰鬥而感覺到自己在守護最重要的東西的心情。之後為了讓龍也可以進入到千禧塔的頂樓而抱著會被逮捕的覺悟與信司、優太一起挑戰保安部隊。
片尾動畫中可以看到他在龍炎的比賽中獲勝而可以看出他的身心也因此有很大的成長。
興趣是室內活動。是4人中唯一擁有智慧手機的人、也經常負責用網路調查東西。
格鬥流派則是為了不受到欺負而拼命學會的「巴西柔術」。

### 阿修羅
『黑豹2』登場的新勢力。以大阪・蒼天堀為據點的地下格鬥技團體。企圖稱霸東京。
秋田靖人（あきた やすと）
高知東生
阿修羅的首領，八部衆的老大。擁有「獵鬼的秋田」的綽號。打架實力高強而且極具領導才能、擁有遇到真正的黑道也勇於對抗的膽識。
是一位擅長打擊及摔技的完美鬥士，格鬥方式為「古希臘式搏擊」。雖然組成一隻由不良少年及曾進過感化所的人們構成的阿修羅，卻被誤認他殺害前東家的董事長而遭到逮捕。之後因為野崎出來作證而無罪獲釋，因此與他一起行動。在二岡的請求下進入神室町，並向龍炎提出對戰計畫。就算是提出對方要贏八場才算獲勝的有利條件，但其手下的八部眾卻依序敗於龍也手下，連自己的根據地‧蒼天堀也因此輸掉。最後他拜託龍也去阻止野崎，並告知他所有真相時，被人槍擊而在留下「未來」的遺言後過世。
野崎亮（のざき りょう）
要潤
阿修羅的復健師助手。小時候因為意外而失明、但針灸的實力卻相當高超。是一名突然出現在與阿修羅對戰完後的龍也面前，並且不斷對他發出不祥預言的神秘男子。
與誠一樣出身自孤兒院、國中畢業後離開大阪的親戚家。以後雖然行蹤不明、但因為親近遭到逮捕拘留的秋田而因此進入阿修羅。另外他離家出走時，還帶著青梅竹馬市川靜香私奔而成為一對情侶。但因為靜香因病需要肝臟移植，於是他不斷工作並終於賺取到足夠的醫療費用時，卻因為預定移植的肝臟被人奪走，造成靜香因此病死，因此他接近鶴見並且幫助他進行「神室淨化作戰」。之後在龍也打倒鶴見的千禧年塔上出現，並告訴龍也他本人是裝瞎，就在他知道過去是鶴見奪取肝臟後，就計畫利用鶴見來為靜香報仇，並企圖利用鶴見的兒子殺害鶴見，但卻被遭到龍也阻止。最後鶴見原本要開槍殺害他與龍也，但誤中其設下的陷阱而將他企圖殺人的犯行透過現場攝影機而散佈到網路上，讓鶴見因此陷入絕望的邊緣。但是野崎依然無法控制自己的感情，想要用槍殺了他，卻再次被龍也阻止並說服他放棄。之後留下「命運什麼時候都能改變，就稍微忘記一下吧」而開槍自殺。
格鬥方式是在阿修羅中學到的「中国拳法」。
沖田忍（おきた しのぶ）
HAN-KUN
阿修羅八部衆之一。流派為「踢拳」。擁有被許多團體稱為最強踢拳選手的實力。與秋田一起出現在龍炎中並且還一腳踢開信司。
個性相當好戰，看不起龍也而去挑戰他，遭他以腳根直擊頭部而被打敗。
流星鈴木（メテオ すずき） / 木島雅勝（きしま まさかつ）
山根剛
阿修羅八部衆之一。流派為「墨西哥摔角」。雖然是日本人，卻在原發展地墨西哥中拿到重量級冠軍，被粉絲們認為是世界最強的實力。留著一頭紅色的龐克頭。
另外也秘密販售將原本擊發BB彈的模型槍械加以改造的改造槍械。但其實所賣的槍沒有什麼威力，只是會讓人有皮肉傷而已，也因此造成年輕人的槍擊事件不斷（另外這些手槍也由金城及鶴見，及支線故事中的水上等人使用）。後來被龍也發現他是真兇而讓他的手下去測試他，並且因此逃走。之後在阿修羅的對戰中被龍也擊敗並且被看到真面目後而被趕走。
大場庄助（おおば しょうすけ）
阿修羅之一。流派是「相撲」。原幕内力士、四股名是「黑霧山」。雖然在比賽中未嘗敗績、但因為沉溺於酒、女、賭博而不斷借錢，最終被以半放逐的方式離開相撲界。
作為其副業，還經營一家叫作「OS製作」的經紀公司。實際上則是設立一家詐欺集團專騙人家的介紹費，還讓付不出介紹費的人去向地下錢莊借錢，就連保也捲入這個事件。
比賽中最初與保對戰而擊敗他。之後與龍也對戰，比賽因為侮辱了那些以保為首的受詐騙被害者而被憤怒的龍也所敗。
田中一郎（たなか いちろう）
興津和幸
阿修羅八部眾之一。格鬥方式是「軍隊格鬥術」。原九鬼組成員。田中一郎是由九鬼隆太郎取名，本名其實不明。是個擅長碎冰椎的殺手和殺人狂。被中國黑幫取了個「無名」的綽號，對於隆昌與龍也等與九鬼組有關的人相當執著。比賽時會穿著拘束器、並且使用以奇怪的動作而出其不意進行攻擊的戰術。以「打贏我的話就告訴阿修羅的目」為條件而與龍也對戰、在輸給龍也後被送到醫護室而突然死亡。野崎則是說他本來心臟就有毛病而因此致死。
卡斯柿崎（カズ かきざき） / 柿崎和也（かきざき かずや）
雪丸安大
阿修羅八部眾之一。格鬥方式是「綜合格鬥術」。也是美國綜合格鬥術冠軍。是個有著強壯體格的力量型鬥士，主要以摔技和拳擊為武器。其豪腕因此得到了「擁有黃金之拳的灰熊」的稱號。
3年前因為酒醉駕車車禍受傷而因此引退，但透過野崎的醫治而回復，並且獲得比以前更強的力量而成為八部衆。利用其名格鬥家的名聲，幫野崎進行對信司的洗腦。之後則是敗在龍也手上。
在製作名單上雖然寫著「柿崎和也」，但在比賽前的CG電影中寫著「柿崎元」而因此不清楚那一個是本名。
品原賢（しなはら マサル）
藤本たかひろ
阿修羅八部眾之一。格鬥方式是「巴西柔術」。是日巴混血兒，是個擅長華麗寢技的格鬥家。就算在一般的格鬥界中也有活動，被稱作是「日本綜合格鬥術界・期待的重量級」，是個就算不是格鬥迷也會知曉的名人。
但是會故意假藉事故而折斷對手的關節，而且還會去交涉那些有錢賺的比賽的報酬，是個在阿修羅中素行不良的選手。
與龍也進行指定比賽，雖然弄傷龍也的手臂卻依然輸給他。之後被在醫護室中被談判酬金不成的秋田襲擊，但卻一擊打倒他。
金城風太（きんじょう ふうた）
粟津貴嗣
阿修羅八部眾之一。格鬥方式是「琉球空手」。是個留著爆炸頭並且穿著喇叭褲而有著奇特打扮的男人，修練著被稱為殺人空手的「裏御殿手（うらうどぅんでぃ）」，是個被稱為「阿修羅特攻隊長」的實力者。受野崎命令去綁架冴子誘拐，並且與前來救援的誠對決。在輸給他後卻從背後偷襲，讓為了保護冴子的誠被射殺。之後與龍也在龍炎的比賽中愚弄他關於誠的死亡，讓憤怒的龍也一拳朝他的臉揍過去而將他打落擂台。

### 九鬼組
在第三公園前有辦公室。還經營地下鬥技場「龍炎」。
九鬼隆太郎（くき りゅうたろう）
黑澤年雄
東城會直系九鬼組組長。東城會第一的頭腦派。透過網路賭場賺到大錢而成立九鬼組並且藉著地下格鬥場等，來收取門票賺錢，使他在東城會的幹部中相當有地位。但之後被新城襲撃而因此意識不明。但回復意識後，帶著滿身創痍的身体跑出醫院並且將在趙樂的龍也叫出來而告訴他戶田被殺的真相，並且在拜託龍也要在龍炎中贏得10連勝後而過世。
雖然看似喜歡使用金錢的力量，但也有對於格鬥的喜好所展現出來的男子漢氣息。
戶田直樹（とだ なおき）
中井和哉
東城会直系九鬼組幹部。為九鬼組所經營的中華料理店「趙樂」的老闆，但背後卻是在開地下錢莊。由於被要來搶劫的龍也痛擊而意識不明並且成為龍也參加「龍炎」的關鍵。雖然被龍也以為他死了，實際上卻還活著。表面上被人稱為九鬼的左右手但卻秘密地獨立著，企圖奪取東城會。性格相當小心謹慎，有著和人交易或談話時會錄音的習慣，但卻沒對任何人說過。也因此讓他掌握到十五年前事件的真相，並且以此來向一個人物恐嚇取財，但卻在過程中被新城偷襲而死。
九鬼隆昌（くき りゅうしょう）
浪川大輔
『黑豹2』登場。26歳。為九鬼隆太郎之子，在父親死後成為東城会直系第二代九鬼組組長。看不慣二岡經營龍炎的方式而以自己的財力買下來、並且轉型成以年輕人們互相競技的鬥技場為準而因此提升其業績。雖然看來有點好色、但內心也有藏都藏不住的喜愛格鬥的熱情的一面。也是龍炎中那群沒有去處的年輕鬥士們最尊敬的好大哥。
為了與阿修羅對戰而與龍也來到蒼天堀並且與他一起戰鬥。格鬥流派是他從小時候觀看龍炎的參賽者中所學到並且組合起來的「我流」，與金城對戰前也傳授龍也自己的格鬥流派。在鶴見進行的神室浄化作戰時因為被懷疑有誘拐未成年少年而遭逮捕並且對他的家進行搜索並且扣押他對龍炎的權利書與印鑑。被釋放後，潛入二岡的事務所中找出二岡向反對淨化作戰的神室町居民收取保護費的被害報告。為了以這個作為交換條件而要取得鶴見的情報時遭到襲擊，於是將這份報告交給在現場的龍也而要他交給竹中
結尾中，親自觀看保的比賽而確定還活著。
佐佐木（ささき）
『黑豹2』支線故事中登場。是第二代九鬼組舎弟頭，過去負責擔任隆昌的老師、因此稱隆昌是「少爺」。拜託龍也去說服要背叛龍炎的鬥士們並且暗中找到在背後策動一切的犯人真壁，但卻被他抓起來，最後被龍也所救出。

### 二岡組
『黑豹』系列中登場。事務所位於冠軍街。
二岡孝造（におか こうぞう）
正源敬三
東城会直系二岡組組長。出現在尋找中華料理店「趙樂」事務所的龍也面前並且告訴他是不可能10連勝後，不斷叫自己的手下去挑戰他。之後在賽河原告訴龍也九鬼和二岡的關係。另外還叫手下真壁去「龍炎」要打倒龍也，但以失敗告終。後來九鬼遭人襲撃而掌握龍炎的實權並且安排以十連勝為目標的龍也許多不利於他的比賽。
『黑豹2』中，與去圖進出神室町進出的阿修羅合作而要策畫奪取龍炎，對於秋田的對戰提案感到面有難色。另外也能知道他原來是近江連合的人、因此在關西中也有相當的人脈。擁護九鬼組成員田中一郎，讓他負責暗殺九鬼組的人和背叛者。之後與鶴見合作而一起進行「神室淨化作戰」而成功奪取神室町，但被隆昌以取得他對反對淨化作戰的神室町居民收取保護費的被害報告為盾牌而換得了鶴見的情報。另外在會話中則是得知可能被東城會破門驅逐。
真壁隼人（まかべ はやと）
藤本隆弘
東城会直系二岡組若衆和二岡的舎弟。在沖繩參加街頭格鬥時，因為將流氓揍到住院而逃到東京。並且因為相信天馬所說關於龍也的假情報，而在「龍炎」中固執地瞄準龍也的左腳而被他打敗。格鬥方式雖然是「打架」、卻喜歡耍小手段、必殺技則是像是殭屍般去咬人的不可思議的攻擊。
『黑豹2』中的支線故事登場。企圖策反龍炎的鬥士卻被龍也阻止而失敗。之後將發現他是真兇的佐佐木抓起來要引誘龍也出來與他對決，最後被龍也擊敗而逃走並且還因此變成被九鬼組追殺。

#### 久保不動産
久保一道（くぼ かずみち）
弦德
『黑豹2』登場。二岡組旗下的久保不動産公司董事長。二岡有來往。年輕時，在優太父親公司中工作讓他對其父親相當感恩，因此在二岡看中優太的家而決定要強行購買土地時，為了阻止他而先取得土地權利書，之後再把權利書還給優太他們而成功保護優太家時，被二岡發現他是背叛者而在他與龍也前往神室醫院時，讓田中一郎暗殺他。

### 警方
竹中省三（たけなか しょうぞう）
石塚運昇
警視廳神室署少年課刑警。15年前是捜査一課刑警、也是鷲尾的上司。負責龍也引起的傷害事件。找尋著暫時出獄的龍也一方面也和鷲尾一起追查15年前還沒解決而面臨將要時效到期的縱火事件。透過手機和龍也連絡，不但一方面告訴他已被捜査一課認為是殺害戶田的兇手，而多次干擾搜查，一方面也確實在調查這件事，透過龍也的情報而得從戶田的女人身上得到重要的証言，最後將縱火事件的犯人筒井和被龍也擊敗的新城逮補。
『黑豹2』中也有登場、隸屬神室署刑事課。負責調查優太父親經營的柏青哥店遇襲事件及久保暗殺事件而因此遇到了龍也。另外隨著被拘留在神室署的峰岸自殺而知道龍也在九鬼組事務所。之後在逮捕龍也週圍的人及九鬼組關係者時以可以幫他們獲釋而暗中運作一切來調查整起事件，最後在千禧年塔上的決鬥後趕到現場而親自看到鶴見的自殺。
鷲尾勇（わしお いさむ）
安元洋貴
最近升為警視廳捜査一課長，過去則是捜査四課的管理官。原來是竹中的部下，就算現在成為課長也和他有所往來。放下身段而接近由理香，所以也能在「龍炎」中看到他。與九鬼是小學時以來的好友。為了找尋真兇而時與上司鶴見對立，就在向他聲請逮補狀後，不幸遭到暗殺。
鶴見正（つるみ ただし）
大友龍三郎（『黑豹』）、大杉漣（『黑豹2』）
警視廳組織犯罪對策部長，15年前是警視廳捜査一課長，負責縱火事件的捜査。不但想要終結整起縱火事件並且打算將龍也變成犯人而收買搜查人員，還要將竹中調到青梅西署。就在命令鷲尾不要查下去而失敗後，下命殺害他。結尾中，則有他成為都知事的候選人而召開記者會的樣子。
『黑豹2』中贏得選舉成為東京都知事。利用二岡與阿修羅連手除了妨礙他取得龍炎的人。利用國會立法通過的賭博法展開「神室淨化作戰」並且也立利用警方成立神室保安措施而加強對特殊行業的取締，一度讓整座城市相當死寂。在這段混亂之中也取得了隆昌持有的龍炎的權利書，但在知道隆昌從二岡那邊取得有關自己的情報而交給龍也後，於是以此作為交易條件而要龍也來到千禧年塔要讓佐伯收拾他而失敗，於是要利用從野崎那邊拿到的改造手槍要來射殺龍也，但最初的一槍卻是空包彈而被龍也打倒。接著隨著野崎出現而告訴他事實的真相。原來其女友‧市川靜香在接受肝臓移植植前被鶴見奪取肝臓而交給他兒子大介。之後鶴見開槍要殺害他們卻因此中了野崎設下的陷阱而被復數的攝影機拍下他開槍的畫面，讓他因此絕望到跳樓自殺。

### 企業
筒井正俊（つつい まさとし）
小杉十郎太
東都百貨店常務董事，贊助想要打敗龍也成為龍炎最強的日向，年輕時，挑戰擁有マサ的稱號而在龍炎中九連勝的乃木失敗，但卻將他逼到退休。15年前、和反對神室町土地開發的烤肉店「紫禁城」店長‧金光對立。為了開發土地而命戶田去縱火、燒死了金光及龍也的母親‧菜穗子。之後被竹中逮到他犯罪的證據而將他逮補。
新城零司（しんじょう れいじ）
神奈延年
筒井的秘書，外表冷酷且個性沉著冷靜，精通格鬥技，体格也相當好。是襲擊戶田和九鬼的兇手，最後遭龍也打敗而被逮捕並且乖乖地自供，但只有竹中看出誰在背後操控這一切。

### 其他人

#### 神室町的居民們
右京冴子（うきょう さえこ）
原田奈美
龍也的姐姐。在雙親死後就接回幼小的龍也、並且兩人一起住在打擊場附近打工生活著。好幾此因為龍也鬧事而去向警方謝罪。所以她的夢想就是嫁給有錢人。目前在冠軍街的店家中工作，在引起十五前縱火事件的龍也造訪這家店並且聽到龍也對於姐姐真正的心聲後而感動到流淚下來。之後、在龍也打贏雨宮時，一邊流著淚一邊告訴他雨宮就是龍也的父親乃木泰，冴子自己也向他說她和龍也沒有血緣關係，實際上她是金光的女兒。
『黑豹2』中也有登場。為龍也要出道比賽感到高興、而熱情地去迎接歸國的他。還因為剛拳拳擊館的關係讓店裡的生意相當好，並且相當感謝椎名会長。但就在龍也放棄出道後而憤怒地痛罵他。後來因為鷲尾取締麻將店時，在峯岸的麻將店被抓到而一度被拘捕，但在竹中的幫忙下獲釋。之後遭阿修羅派出的金城綁架，雖然被誠救出，但因為他為了保護冴子而被射殺，讓親眼見到的冴子因此陷入精神失常的狀態而住院，最後則是回復正常而出院。
右京菜穗子（うきょう なほこ）
龍也的母親，和乃木泰訂婚。為了支援很少回來的乃木，而在金光開的烤肉店工作。但卻因為縱火事件而和金光一起被燒死。
榊天馬（さかき てんま）
菅沼久義
神室東高校3年。料亭「榊」的少東，反對制式化，是龍也的好友。似乎屬於網球社。由於反對搶劫而離開龍也，對於一直連絡不到他而一直擔心著並且找到逃過刑警竹中追捕的龍也而救了他。不過龍也卻以為天馬是背叛者，讓他氣到再度離開龍野。但即使如此還是認為龍也是他真正的好友，並且在背後向二岡組放出假消息而積極行動著，就在龍也知道這件事後和他和解。和解後也成為龍也的交心對象並且也與他一起行動。過關後，能在魔王戰中和他對戰。招式是打架。
『黑豹2』中也有登場。高中畢業後，繼承老家的料亭事業而勤奮修行。不但會祝福歸國的龍也的出道、還邀他晚上一起到街上玩來鼓勵龍也。在龍也放棄出道時也幫他努力收集關於阿修羅的資料、可以因此看到他重人情及人脈廣闊的一面。
藤本恒夫（ふじもと つねお）
三浦祥朗
原神室西高中空手道社主將。由於學弟遭龍也擊敗，並且讓自己父親的空手道被當作廢物一樣而激怒，於是向龍也挑戰而失敗。這時頸椎受傷而只能一直躺在床上。龍也也因為這事而進到少年院中，不過頸椎受傷卻不是龍也所為，而是和恒夫的同伴所做。之後在支線中透過社員教龍也空手道。
日向千秋（ひゅうが ちあき）
今井麻美
日向的妹妹。自稱是女大學生並且在酒店工作，但其實擔任記者並且探尋九鬼組內部的消息。也會透過酒店客人而來到龍炎中。當龍也和日向再戰時，遭人綁架並且在賽後被釋放並且疏遠的哥哥日向和解，現在兩人住在一起而且隱瞞自己認識雨宮的事情。
『黑豹2』中也有登場，因為身為採訪記者而駐守在神室町中，負責提供龍也關於阿修羅的情報。旁線故事中將朋友找來問他關於泰拳的事情。
金光勳（かねみつ いさお）
15年前、在現在的冠軍街中經營烤肉店「紫禁城」，由於和要作神室町土地開發工作的筒井對立，於是被受筒井教唆的戶田縱火而被燒死。
塚原（つかはら）
『黑豹』中登場。是設置於神室町藥局裡空地・廢棄大樓內的塚原道場的師父。看穿龍也有格鬥潛能、因此會有償地傳授他格鬥術或與他一起練習。能因應龍也的狀況而給予適當的指導，但格鬥實力不明。本人也是個愛貓人士、在其飼養的101隻貓逃走時還拜託龍也去找牠們。
『黑豹2』中也有登場。除了道場位置依然不變外，也會對龍也以外的人進行訓練。但從因為被不良少年糾纏就會害怕這一點來看而對他的格鬥實力仍然有所疑問。孫女也因為開設貓咖啡店而因此成為店員，另外也會在自己養的貓逃走時拜託龍也去找牠們。但是貓的數量卻比前作多了一隻、還會有在捕抓上要特別費心的貓存在。另外有弟弟住在蒼天堀千成地區並且和哥哥同様會對龍也進行必殺技的傳授和練習。
赤城翔太（あかぎ しょうた）
是以神室町為據點的4隻暴走族之一的「ディアブロ」的老大。是個喜歡叫囂著「打架最強」等口號、以他為首由武鬥派的成員所組成的團體。不過私底下的他卻是個討厭卑鄙和不合理事情的人，總而言之就是個直來直往的熱血漢子。實際上為了向龍也報恩而與他一起搭檔、之後在龍也遇到危險時也跳出來幫忙。雖然是個暴走族的領袖，但也繼承父親的修理工工作。
『黑豹2』中、雖然已經引退，但仍幫忙「ディアブロ」的成員的就職服務、因此擁有巨大的影響力而受人信賴。但遭到企圖統一神室町的WARDOG的襲擊而受傷。之後與白石一起調查神室連合的事營並且與龍也一起組成「神室七人」而與神室連合進行對決。
成員特色是穿著被叫作オラオラ系而以黑色為準的服裝並且留著一身曬黑的肌膚。雖然使用「打架」、「綜合格鬥技」、「武器」等「各式各樣」技術，但赤城自己其實是「空手」高手。
朱鷺涼生（とき りょうせい）
『黑豹2』登場。「ディアブロ」第二代首領。特色是留著龐克頭及戴著眼鏡。比起打架更擅長使用頭腦，但也是擅於使用「綜合格鬥技」的高手。由於赤城的影響力讓他對於無法帶領組織而感到著急。在WARDOG戰中很快就加入戰鬥，戰後懷疑龍也是間諜而因此加入「神室連合」。
守屋真紀（もりやまさのり）
是以神室町為據點的4隻暴走族之一的「ディアブロ」二當家。實力僅次於赤城、在其他暴走族中也相當有份量。和赤城一樣，討厭不合理的事情。為了阻止龍也糾纏他的手下而和龍也一戰。之後和他和解並且成為他的好友。本名是「正則」，但朋友和龍也都叫他「阿牧」。
青野誠二（あおの せいじ）
是以神室町為據點的4隻暴走族之一的「DIS（ディーアイエス）」的老大。特徵是穿著像是嘻哈歌手的服裝。受到前代老大推薦而爬上現在的位置。最初邀請打倒守屋的龍也加入而被拒絕。於是要手下假借龍也的名字向其他暴走族恐嚇和襲擊，但被龍也阻止。之後和龍也決鬥被打敗而解散他的幫派。但在他解散後，後繼者反而行動比以前更激烈，於是龍也受到他的請求而把他們再度消滅，青野並且再次成為老大。由於他自己知道是靠著龍也而回到老大的位置、所以在騷動過後，而努力學習如何成為一名領袖。
『黑豹2』中也有登場。將DIS從不良隊伍變成以藝術・音樂活動為中心而讓年輕人能實現自我的集團。但遭到企圖統一神室町的WARDOG的襲擊而受重傷、打架實力也因此變弱而只能作為在背後協助的角色。在「神室七人」組成時雖然有出現、不過因不具有戰力反而給大家帶來麻煩，最後則是敗給綠川。
成員特色是穿著街頭風格的衣服。雖然擅長「摔角」及「巴西柔術」、但青野自己也擅於「墨西哥式摔角」。
加賀伊織（かが いおり）
『黑豹』中登場。「DIS」的No.2。本人是個武鬥派而喜歡用暴力解決問題。在青野輸給龍也後將青野趕出去並且因此成為DIS首領而讓組織變得比以前更加兇狠，不過最後敗在龍也手下而將首領的位置還給青野。
『黑豹2』中也有登場。由於青野受WARDOG襲擊而代理他的位置。在神室連合組成及青野出院前離開神室町到名古屋擔任DJ並且由青野告訴龍也這件事。
黑田東吾（くろだ とうご）
是以神室町為據點的4隻暴走族之一的「死靈兵團」的老大。成員一律都穿著學生制服。有著叫手下去做事而自己收獲成果的狡猾性格。不相信任何人、只要失敗就會狠很處罰、使他的人望相當低。由於對龍也的執著而不斷叫人去攻擊他，但都被他打回去。他原來是龍也在國中時的同學、因為長的矮而被人叫作「矮子」。由於被龍也當作自己的小弟使喚（龍也自己倒是忘了）並且也被週遭同學這樣使喚。所以對龍也有強烈的恨意，為了復仇而組成「死靈兵團」。在輸給龍也後，龍也在知道事情原委後而向他深深的道歉而和他和解，並且開始學著不靠手下而靠自己力量來做事。
『黑豹2』中也有登場。在一年前的戰爭後、離開神室町而重新組成死靈兵團。在與神室連合戰鬥的最後突然出現而救了陷入困境的龍也、並且與龍也等人一起組成「神室七人」。另外也把龍也視為對手而向他宣告說有天一定要打倒他。
隊伍成員特色是穿著高中生制服。隊中有許多擅於「空手」及「拳擊」等打擊技、也因為黑田的個性，也讓他擁有擅於使用街上物品作為「武器」的戰鬥方式。不過在『黑豹2』中因為說使用武器太卑鄙而因此改成使用「柔術」。
白石榮輔（しらいし えいすけ）
是以神室町為據點的4隻暴走族之一的「KingDam」的老大。雖然在四隻暴走族有著領導的地位但卻一身謎團。由於誤會龍也向他的女友出手而挑戰他。之後和龍也和解、並且經常請龍也幫忙。有點遊手好閒，所以每次的女友都會不一樣。為了讓女友高興還會請龍也給他各種建議、但卻因為未來抱負的事情而沒有成功。雖然實力是暴走族裡面中最強的，但個性卻老是會帶來麻煩、讓他幾乎都沒在經營自己的幫派。並且使對此憂心的二當家掌握實權而向其他暴走族動手。使得其幫派和ディアブロ因此對立、還因為二當家的陰謀而讓白石誤解龍也而與他對決、後來發現是個陰謀後，於是透過赤城與青野而成功打倒二當家。之後接受了龍也說的「去工作吧」的話後、將整隻幫派變成牛郎店。
『黑豹2』中也有登場。雖然遭到WARDOG襲擊但順利逃走。之後與赤城一起調查關於「神室連合」的事情、並且與龍也一起組成「神室七人」。
成員特色打扮成像是牛郎。雖然隊中多數人擅於「古武術」及「中国拳法」等傳統武術、不過白石也擅於「泰拳」及「拳擊」。
松浪健一（まつなみ けんいち）
『黑豹』中登場。「KingDam」的No.2。實際上整隻隊伍都由他負責經營、會去襲擊一般人或其他隊伍的成員。另外也希望成為神室町第一，因此利用白石企圖消滅礙事的龍也，但因為青野的介入而失敗。之後率領大批人馬與龍也等人對決，雖然全滅但也折斷了白石的手腕而將他們逼入困境，但其來自不同地區的援軍卻被赤城所滅。自己也被達也所敗。之後在白石的說服下而與龍也等人和解而結束了這場神室町戰爭。
『黑豹2』中只有名字登場。從白石的話中得知成為「KingDam」的老大。但沒有興趣在神室町中引發第2次戰爭、也因為未被襲擊而不會參加與神室連合的抗爭。
黃志克巳（きし かつみ）
『黑豹2』中登場。是以神室町為據點的「WARDOG」的首領。使用「軍隊格鬥術」。一年前因為未參加神室町統一戰爭而感到懊惱不已。自為了證明自己的隊伍是最強的而不停襲擊其他隊伍而等同向他們宣戰，但最後仍敗在龍也等人手下。之後加入「神室連合」成為幹部。
成員特色是穿著黃土色的学生服。隊中多使用「摔角」及「軍隊格鬥術」等招式、和神室町其他隊伍相比更擅於集體式的襲擊。
綠川宮古（みどりかわ みやこ）
『黑豹2』中登場。比白石更喜歡女色，就算是不認識的人也能平靜地與他們親近。是以神室町為據點的「9th（ナインス）」的首領，也擅於使用「泰拳」。與WARDOG同盟。假裝要與朱鷺及龍也同盟而要來對付他們，卻反而被他們數次擊敗，最後加入「神室連合」成為幹部。
隊伍成員們雖然打扮和KingDam相似、但更喜歡華麗明亮的打扮。成員的格鬥方式也都是擅於「拳擊」及「泰拳」等輕快的打擊技。
桃瀨當真（ももせ とうま）
『黑豹2』中登場。是黑人與日本人的混血兒。是以神室町為據點的「桃子」的首領。成員大部分都是孤兒院的孩子，就連當真自己也是孤兒。高中時曾贏過柔道大賽的優勝，因此擅於使用「柔術」。平常個性相當溫和，但在自己的夥伴被傷害下會憤怒到無視週遭的程度。在神室町鬥爭中雖然一直保持中立、但因為WARDOG的陰謀而一度與龍也對立。與龍也和解後而因此決定與WARDOG對決。戰後加入「神室連合」、但因為對水無月作法感到不認同而離開。並且與龍也一起組成「神室七人」。
隊伍成員打扮和DIS相似，但更喜歡白色或桃色等暖色係的打扮。以當真為首而在隊中有許多體型肥胖的人、因為這種體型而讓他們有許多擅於「柔術」及「相撲」的人。
水無月透（みなづき とおる） / 水上透（みずかみ とおる）
『黑豹2』中登場。突然出現在神室町中，組成一個以自己為首的5人隊伍「BURAI」。是個來歷不明的謎之男。左腕有著巨大的燒傷，但騙說是刺青。為了阻止神室町的戰爭而一個個介入，在WARDOG滅亡後為了避免蒼天堀的侵入而組織「神室連合」。這時龍也也因為與阿修羅的戰鬥而經常出入蒼天堀而被懷疑是間諜而因此在其他人的信賴下成為首領。但在龍也的努力下，讓陸奧及空也確認水無月的真面目就是「爆音」初代成員“水上透”。最後他輸給龍也等人組成的「神室七人」，與從蒼天堀趕來的由美子一起回去。
5名隊員全都穿著黑色的機車裝。每個人擅長的格鬥技也不同，水無月則是擅長踢擊而為使用「神腳之極」的高手。
佐佐木孝（ささき たかし）
伊智生士冶
『黑豹2』中登場。與誠一樣出身自孤兒院，在神室町中組成幫派。受誠的請求去找出冴子的行蹤。另外也負責調查野崎的資料並且告訴龍也。
椎名徹（しいな とおる）
佐藤正治
『黑豹2』登場。冠軍街南東上的著名拳擊館「剛拳拳擊館」会長。在美國的地下格鬥場中為龍也的戰鬥方式著迷，於是破格要讓他出道比賽而讓龍也因此回國。對於明星選手會盡量滿足他們的要求，因此龍也在遊戲剛開始的現金就是從他身上得來的遊玩費。
石井浩平（いしい こうへい）
『黑豹2』に登場。剛拳拳擊館訓練員，現在是龍野專屬訓練員。自己本來也是名拳擊手而夢想要稱霸世界、但最後遺憾引退。就連他也為龍也著迷，因此常責備龍也的任意行動。

#### 蒼天掘的居民們
時任由美子（ときとう ゆみこ）
『黑豹2』登場。以蒼天堀為據點而為「爆音」的代理首領，和已過世的前任首領神谷有過婚約。由於欠缺領導力引起內部紛爭而在神室町中意外遇到龍也並且遇到曾犯過殺人罪而坐牢出獄的海東率領的新爆音的襲擊而一度處在快滅亡的狀態。但在龍也及陸奧的幫助下重新帶領爆音挑戰海東而在泉南MAD的夾攻下讓他不但隊伍被滅，自己也因此受傷。之後成為新爆音的第二代首領而一度與龍也對立。即使如此也依然與龍也及其他人與神室連合對決。戰後解散新爆音、在陸奧及水上的輔佐下就任爆音的第二代首領。
陸奧我道（むつ がどう）
『黑豹2』登場。是以蒼天堀千成地區為據點的「蒼天野獸会」首領，也是爆音的初代幹部之一。留著短髮並且體格也相當巨大強壯，臉上也留著燙傷傷痕而看來相當兇狠，不過其實是個純情男子，也是一名相當硬派的男人。很仰慕由美子，並且因此捲入空也與由美子的鬥爭中而在龍也的幫助下擊敗空也。但之後被海東抓走他的成員作為人質而要他去攻擊龍也而被龍也擊敗。之後使用起死回生的戰術而指揮隊員向海東在新星町據點進攻，也讓新爆音另外在泉南MAD夾攻下而被消滅，並且以由美子為中心而整合了整個蒼天堀。最後成為在神室町組成的「神室七人」之一、而揭發了水無月的真面目。
成員特色是穿著無袖背心與安全帽而像是工人一樣。實際上隊員都是工人、連陸奧本人也是。隊員的格鬥方式也是「摔角」及「相撲」等重視力量的格鬥術，但陸奧則是擅於「綜合格鬥技」。
海東清輝（かいどう きよてる）
『黑豹2』登場。以新星町為據點的「新爆音」首領，也是爆音的初代副首領。是個擅於拳擊而使用「豪腕之極」的強者。2年前、由於殺了首領神谷的對手而因此入獄服刑。出獄後，對爆音的分裂感到憤怒，於是宣佈創立新爆音而要取代爆音來統一蒼天堀。但在龍也的妨害下，就算企圖利用陸奧打倒龍也也一樣失敗。之後因為泉南MAD的襲擊讓其本隊因為與蒼天野獸會的對決而滅亡，自己也因此受傷。最後因此覺醒而出現在神室町中擊敗水無月。戰後將一切交給由美子而引退。
其隊員特色是穿著白色機車裝並且留著飛機頭。
空也大旗（くうや だいき）
『黑豹2』登場。是以蒼天堀為據點的「愛人」的首領，也是原「爆音」首領。由於經營像是酒吧等許多飲食店而相當有錢，雖然擅於使用金錢的格鬥方式、但本人其實不強。
在爆音與蒼天野獸會進行抗爭時，仍然敗於龍也和陸奧之手。之後成為在神室町中組成的「神室七人」之一而揭發水無月的真面目。
在爆音與神室連合抗爭而由黃志趁隙侵入神室町時、雖然打算設下陷阱來保護由美子、但被黃己看穿而進行突襲，但最後仍然由趕到的龍也守護住由美子。
成員特色是穿著像是大阪美國村的年輕人的復古休閒風的服裝。格鬥方式是「墨西哥式摔角」「中国武術」等華麗的招式，空也也很擅長「墨西哥式摔角」。
雷加宗次郎（らいか そうじろう）
『黑豹2』登場。是以泉南為據點的「泉南MAD」首領。喜歡祭典，也把打架看作是祭典。
趁著蒼天堀一片混亂時入侵蒼天堀並且與水上約定可以取得蒼天堀下而與他一起組成神室連合，但在龍也及海東的幫忙下而擊敗他們。
成員特色是穿著像是「死靈兵團」的改造高中生制服。另外也是集結有少數打架高手的隊伍，有許多可以使出「空手」「亂舞之極」及「瞬撃之極」等強力打擊系的強者。雷加自身也擅於「打架」。
神谷隼人（かみや はやと）
『黑豹2』登場。爆音初代首領，以5人之力統一蒼天堀。打架相當強，即使是海東也打不贏他。曾和由美子訂下婚約，但2年前遇到車禍而過世。但這件車禍其實是由幹部之一的水上故意弄壞機車所致。

### 神室町的酒店小姐
黑豹
手島優、星あや
黑豹2
遠藤舞、外岡好梨花

### 新星町的酒店小姐
黑豹2
橘ゆりか

## 電視劇
2010年10月5日由每日放送電視製作、並且在TBS電視系列上播放。

### 演員
- 右京龍也 - 齋藤工
- 榊天馬 -  石田卓也
- 杉田春斗 - 石黑英雄
- 工藤沙紀 - 波瑠
- 右京冴子 - 西原亞希
- 星野凌雅 - 魔裟斗
- 雨宮泰山 - 岩城滉一
- 九鬼隆太郎 - 永澤俊矢
- 二岡孝造 - 波岡一喜
- 由裡香 - 渡邊奈緒子
- 竹中省三 - 中野英雄

### 工作人員
- 劇本 - 八津弘幸、谷村典子
- 演出 - 六車俊治、村松弘之
- 製作總指揮 - 名越稔洋
- 製作 - General Entertainment / 國際放映
- 企画・製作 - 「黑豹」製作委員会 / 每日放送電視

### 主題歌
- RIZE「MUPPET」

### 與原作的不同點
- 原作中右京龍也本來是侵入九鬼組內進行強盜行為、戲劇版改成為了救出神天馬而侵入九鬼組。

- 右京冴子在原作是小酒吧的老闆、戲劇版中則是改成便當店的老闆。

## 放送紀錄
| 各話                                                            | 放送日         | 腳本     | 演出     | 收視率 （關東） | 收視率 （關西） |
| --------------------------------------------------------------- | -------------- | -------- | -------- | --------------- | --------------- |
| 第一章                                                          | 2010年10月5日  | 八津弘幸 | 六車俊治 | 1.0%            | 2.4%            |
| 第二章                                                          | 2010年10月12日 | 八津弘幸 | 六車俊治 | 1.9%            | 2.4%            |
| 第三章                                                          | 2010年10月19日 | 八津弘幸 | 六車俊治 | 1.8%            | 2.3%            |
| 第四章                                                          | 2010年10月26日 | 谷村典子 | 村松弘之 | 1.6%            | 3.1%            |
| 第五章                                                          | 2010年11月2日  | 谷村典子 | 村松弘之 | 2.3%            | 1.3%            |
| 第六章                                                          | 2010年11月9日  | 八津弘幸 | 六車俊治 | 2.1%            | 2.8%            |
| 第七章                                                          | 2010年11月30日 | 八津弘幸 | 村松弘之 | 1.8%            | 2.3%            |
| 第八章                                                          | 2010年12月7日  | 八津弘幸 | 村松弘之 | 1.0%            | 2.8%            |
| 第九章                                                          | 2010年12月14日 | 八津弘幸 | 深迫康之 | 1.4%            | 3.3%            |
| 第十章                                                          | 2010年12月21日 | 八津弘幸 | 六車俊治 | 1.8%            | 2.8%            |
| 最終章                                                          | 2010年12月21日 | 八津弘幸 | 六車俊治 | 1.8%            | 2.8%            |
| 平均收視率 關東1.7% 關西2.5% （收視率來自Video Research的調查） |                |          |          |                 |                 |

- 11月16日、23日因轉播2010年亞洲運動會賽事而暫停。
- 12月21日連續放送兩章。

## 外部連結
- 世嘉官方網站 （页面存档备份，存于）（日語）
- MBS官方網站 （页面存档备份，存于）（日語）
- 電視劇官網 （页面存档备份，存于）（日語）